# Feis
Feis, echte naam Faisal Mssyeh (Rotterdam, 25 januari 1986 – aldaar, 1 januari 2019), was een Nederlands rapper. Hij was lid van het Rotterdamse rapperscollectief Ecktuh Ecktuh.

## Loopbaan
Feis kreeg enige bekendheid doordat hij in 2007 meewerkte aan het nummer Klein, Klein Jongetje van U-Niq. In hetzelfde jaar was hij te horen op het nummer Coke op 't Gas van Kempi. In 2009 leverde hij een bijdrage aan het album Winne zonder strijd van Winne. Feis werkte in deze jaren ook samen met collega-rappers als Winne, Murda Turk, Hef, Sjaak, Appa en MocroManiac.
In 2014 bracht Feis de ep Gebouwd voor dit uit, die hij in eerste instantie zelf verkocht op vier verschillende plekken in Nederland. Zijn debuutalbum Hard van buiten, gebroken van binnen kwam later dat jaar uit. In 2015 stond hij op het festival Eurosonic Noorderslag en in datzelfde jaar was hij samen met zangeres Maribelle te zien in een aflevering van Ali B op volle toeren.
Op nieuwjaarsochtend 2019 overleed Feis op 32-jarige leeftijd in een ziekenhuis in Rotterdam nadat hij bij een schietpartij op de Nieuwe Binnenweg was neergeschoten. Zijn broer raakte daarbij zwaargewond. De dader werd in hoger beroep veroordeeld tot 20 jaar cel.

## Discografie

### Albums
- Gebouwd voor dit (ep, 2014)
- Hard van buiten, gebroken van binnen (2014)
- Dagelijkse sleur (ep, 2015)

### Videoclips
- 2006 - Klein, Klein Jongetje (track van: U-Niq)
- 2006 - Rotterdam Remix (track van: U-Niq · met: Winne · Crimitov · LXCPR · MC Alee · Eddy Ra · Millz)
- 2007 - Geen verschil (track van: U-Niq · met: Yootah)
- 2010 - Heeyo (track van: DosProd)
- 2012 - Roddelen (met: 18krt)
- 2012 - YUH (track van: Murda Turk & FS Green)
- 2012 - Geldwolf (track van: Frits Bricks · met: Heinek'n · Kempi)
- 2012 - Op een Missie (track van: Hef · met: Badboy Taya)
- 2014 - Wolverine
- 2014 - Superman (met: Winne)
- 2015 - Dagelijkse Sleur
- 2015 - Loslaten
- 2016 - Window Shoppen (track van: Stefan Vilijn & MC Dirty B · met: Raw Roets · LXCPR · Chano · XL · Darryl Antunez)
- 2017 - Streetlife (track van: Jozo · met: Heinek'n · Kevin · Hef)
- 2018 - Fluit (track van: Bombastic · met: Kippie)